# Roman Brecely
Roman Brecely, né le 26 juillet 1966, est un entrepreneur et homme politique slovaque membre du parti SIEŤ. Il est ministre des Transports entre mars et août 2016.

## Biographie

### Formation et vie professionnelle
Il est diplômé de l'université technique slovaque (STU) de Bratislava. Il travaille ensuite dans diverses entreprises du secteur de l'énergie.

### Engagement politique
Il se présente aux élections législatives du 5 mars 2016, en vingt-septième position sur la liste de SIEŤ, et échoue à se faire élire au Conseil national. Le 23 mars, Roman Brecely est nommé ministre des Transports, des Travaux publics et du Développement régional dans le troisième gouvernement de coalition du social-démocrate Robert Fico. Après que SIEŤ s'est totalement désagrégé, il est remplacé dès le 31 août par Árpád Érsek.